# Muñotello
Muñotello – gmina w Hiszpanii, w prowincji Ávila, w Kastylii i León, o powierzchni 19,94 km². W 2011 roku gmina liczyła 76 mieszkańców.